# M-84主战坦克
M-84，是南斯拉夫的第三代主戰坦克，為蘇聯T-72主战坦克的改進型，裝備南斯拉夫人民軍。
在M-84生產出來之前，蘇聯提供了50輛T-72M給南斯拉夫作訓練用。
在南斯拉夫解體後，M-84使用於塞爾維亞、克羅埃西亞、斯洛文尼亞、波士尼亞與赫塞哥維納、科威特、乌克兰。

## 概要
M-84主战坦克实际上是前南斯拉夫获准生产的俄罗斯T-72主战坦克，并装备了一系列自行制造的子系统，1977年，南斯拉夫決定生产M84主战坦克。1979年底，从苏联获得了生产该坦克的图稿和技术文件，並对裝甲进行修改，1983年第一批样车完成试制。
南斯拉夫解体后，由克罗埃西亚、斯洛维尼亚、塞尔维亚、波斯尼亚和黑塞哥维那的塞族共和国接收，并繼續研發。此外，在一些国家已经进行了M-84的现代化改善和翻新。

## 發展與生產
1979年至1981年，南斯拉夫得到了蘇聯T-72M的圖紙和資料並研究把其國產化的計劃，經研究後南斯拉夫的坦克科研人員決定改進T-72的炮塔等部份，為此而有240個主要部件的生產廠參與其中，1982年，南斯拉夫得到了T-72M的實車並進行測試，1982年至1983年間，由南斯拉車仿製的T-72原型車進行各種測試，1984年正式量產故而被稱為「M-84」。

## 設計
M-84是T-72的改良型，包括：

### 武器系統
M-84沿用了T-72M1的大部分射控與火力配置，包括2A46型125毫米口徑滑膛炮與配套彈藥，以及機械式火控計算機。但在主炮頂端增加了一具橫風感應器。這個風速計能量度坦克位置的風速和風向等大氣資料，坦克主炮的射控計算機能把這些大氣資料一拼納入彈道計算，這和T-72相比是一大改進而有沒有這個風速計也成了在外觀上分別M-84和T-72的特徵。同時，南斯拉夫以國產化的雷射測距儀替換了原先T-72M使用的蘇聯產品。在M-84基本型也大部分蘇聯戰車一樣，在炮塔正面裝設一盏L-4A紅外線探照燈做為夜間觀測的主動光源供給來源。但在1988年面世的M-84A取消此裝備，因為南斯拉夫自用的M-84A改用第二代星光夜視儀，可以在無需外部光源的情況下獲得可靠的夜視品質，但外銷給科威特的M-84AB仍應客戶要求保留了紅外線探照燈這項硬體。

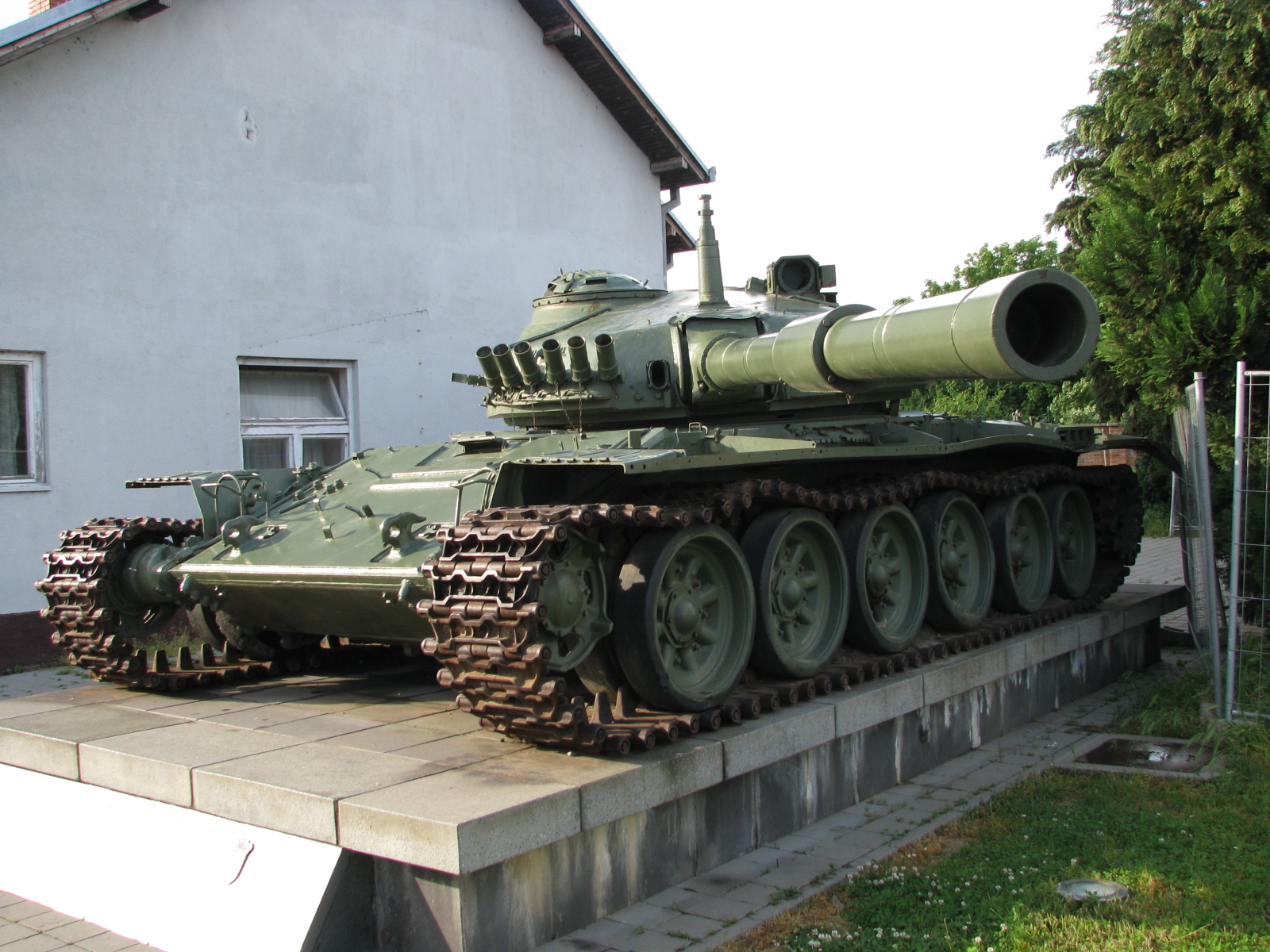
M-84是T-72的改良型

### 防護
由於蘇聯的輸出限制，T-72M1採用的是全鋼鑄造炮塔設計。但是斯洛維尼亞鋼鐵廠開發了類似於T-72A型以降普及的複合材料裝甲夾層炮塔，複合材料夾層的實際構成素材不明。在類似於T-72烏拉爾的外觀下，M-84戰車炮塔的前方最大防禦厚度約為280公厘、側面80公厘、後方70公厘，但是南斯拉夫宣稱裝甲帶最厚處有等同於410公厘的防護效果。至M-84A時，南斯拉夫比照T-72A，在前方炮塔又加焊了一層130公厘厚的複合裝甲強化正面防禦，在搭配反應裝甲時，南斯拉夫宣稱M-84A的最佳防禦力等於700公厘厚的均質鋼裝甲。
戰車車體設計則沿襲T-72M1，為全鋼多層焊接裝甲，厚231公厘。
M-84的煙幕彈發設計沿襲T-72M1，為兩具12具煙幕彈發射器。

### 動力系統
基本型採用授權生產的V46-6型12缸水冷柴油發動機（780匹馬力），南斯拉夫後以V-46基礎製造改用渦輪增壓器，輸出功率增加至1,000匹馬力的V-46TK柴油引擎，並裝設在1988年推出的M-84A戰車上。

## 型號

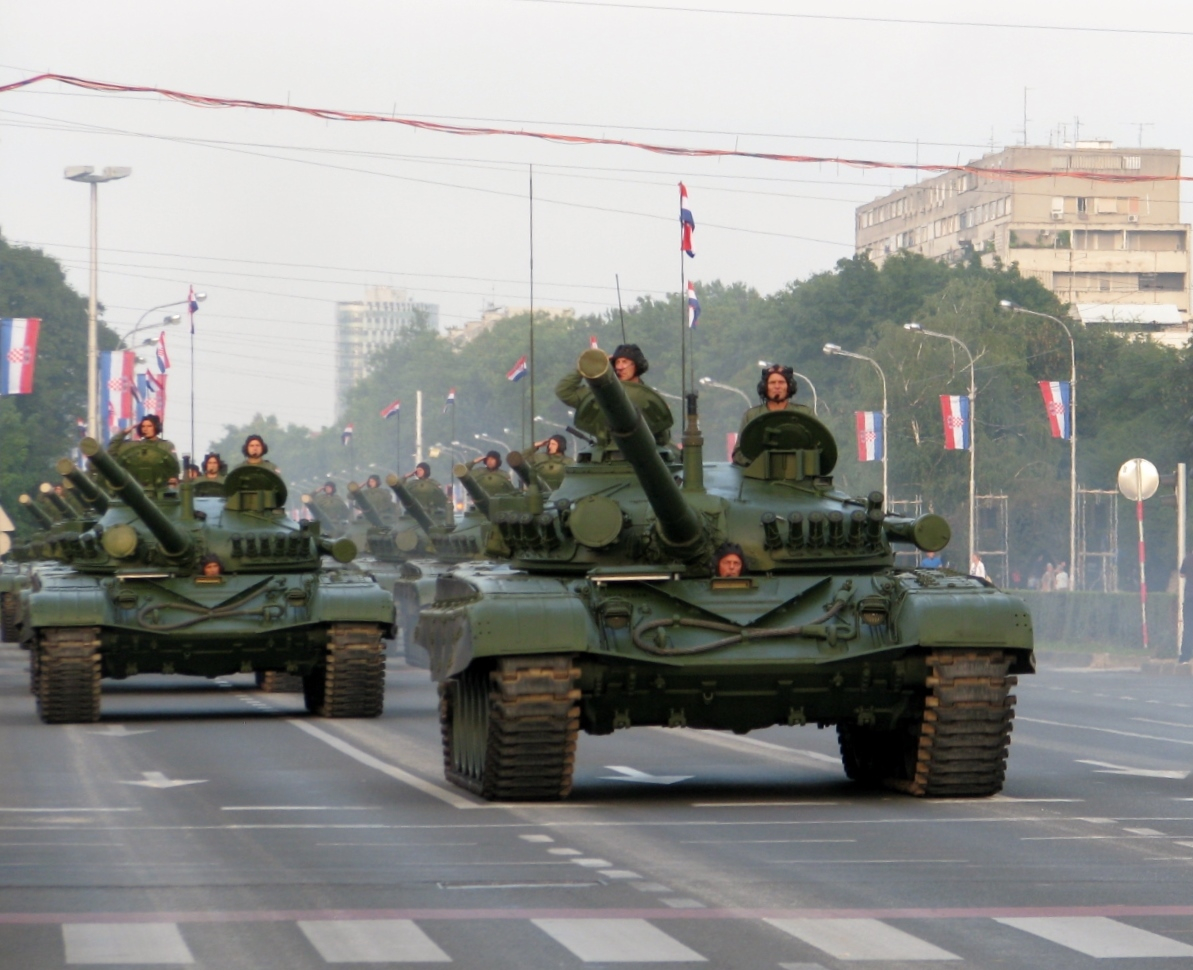
克羅地亞的基本型M-84主戰坦克

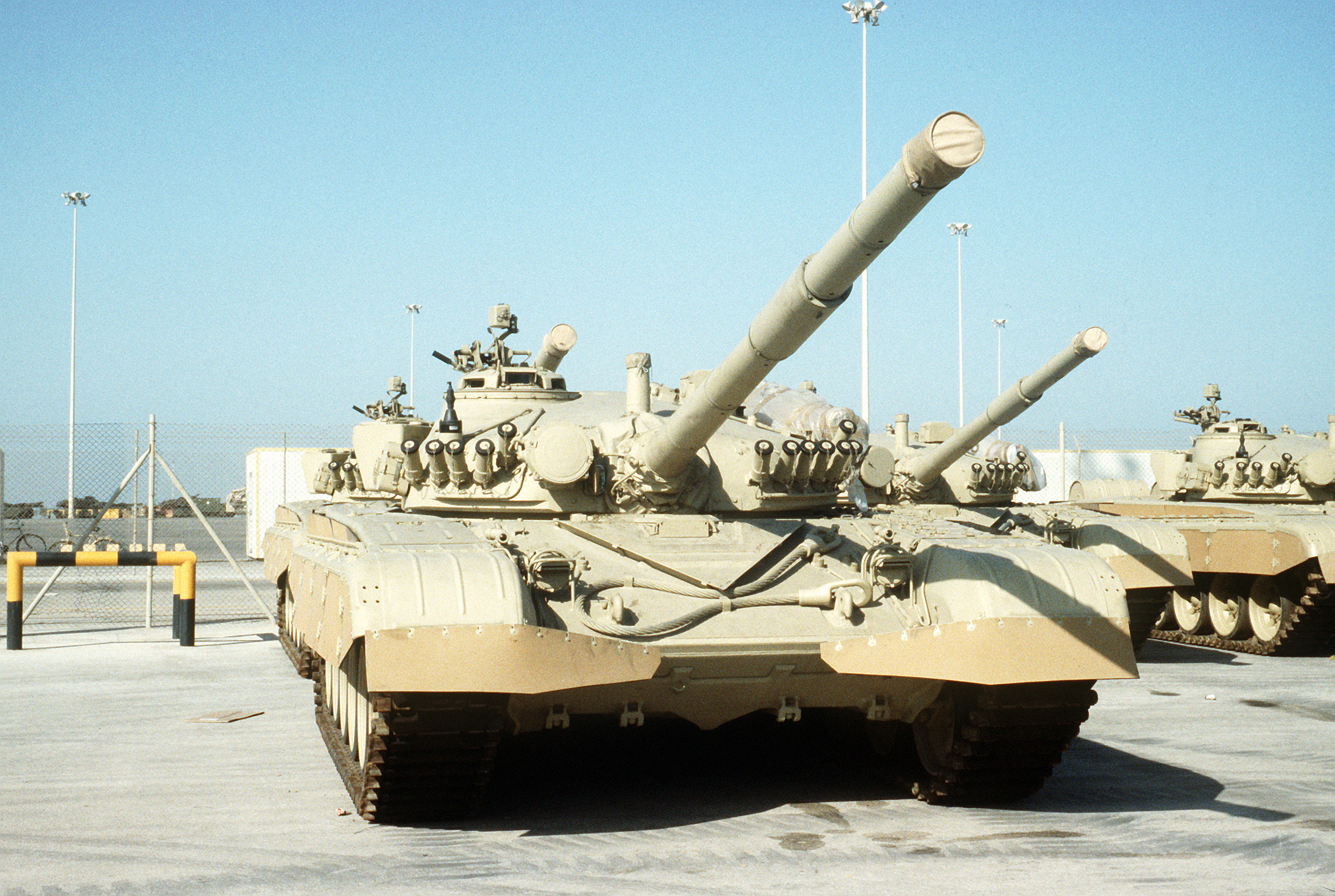
科威特的M-84AB主战坦克

- M-84基本型（南斯拉夫）：由T-72M发展而来，最初的型號是基于出口型的T-72M在苏联研制，生產於1984到1987年間，並至少生產150輛，外觀上和T-72相比是在炮塔頂多了一個風速計。
- M-84A（南斯拉夫）:1988年推出，M-84A是全面昇級版的T-72，部分性能甚至優於當時俄軍自用的T-72B。M-84A換用馬力增強的柴油引擎（由780匹馬力增加至1000匹馬力）。它配備了新式SUV-M-84電腦射控系統，包含DNNS-2炮手晝夜瞄準系統（獨立穩定於兩個平面和整體式雷射測距儀）。它還配備TNP-160潛望鏡，TNPA-65輔助潛望鏡，DNKS-2晝夜指揮官潛望鏡及TNPO-168V駕駛潛望鏡，和M-84基本型相比是取消了炮塔前方的紅外線探照燈。該型號是於1988到1991年間生產，與M-84AB的配備非常類似。生產期間，包含M-84AB，大約生產了450輛戰車。
- M-84AB（科威特）:使用SUV-M-84 型電子計算器輔助火控系統，包含DNNS-2 型 炮手晝夜穩定瞄準鏡、車長DNKS-2型晝夜潛望周視瞄準鏡和雷射測距儀，以及更新了更先進的的FM/UHF100跳/秒的抗干擾調頻電台，在1991年海灣戰爭前已交付了150輛給科威特，整批訂單是215輛，包括170輛 M-84AB型、15輛 M-84ABI 坦克維修車改型、15輛M-84ABK 指揮型
- M-84ABN（科威特）:交給科威特的M-84當中有15輛M-84AB加裝了額外SSB/FM 工況的額外通訊電台（1.6~29.999MHz頻率）和備用1Kw電源的型號被作為M-84ABK 指揮型坦克。
- M-84ABK（南斯拉夫）
- M-84A4 Sunaiperu / M-84A4 Snajper（克罗埃西亚）
- M-84ABI装甲救援车（南斯拉夫、波蘭）
- M-84AS（塞爾維亞）
- M-84AS1
- M-84D（克罗埃西亚）
- M-95 Deguman/Degman（克罗埃西亚）

## 实战

### 波斯湾战争

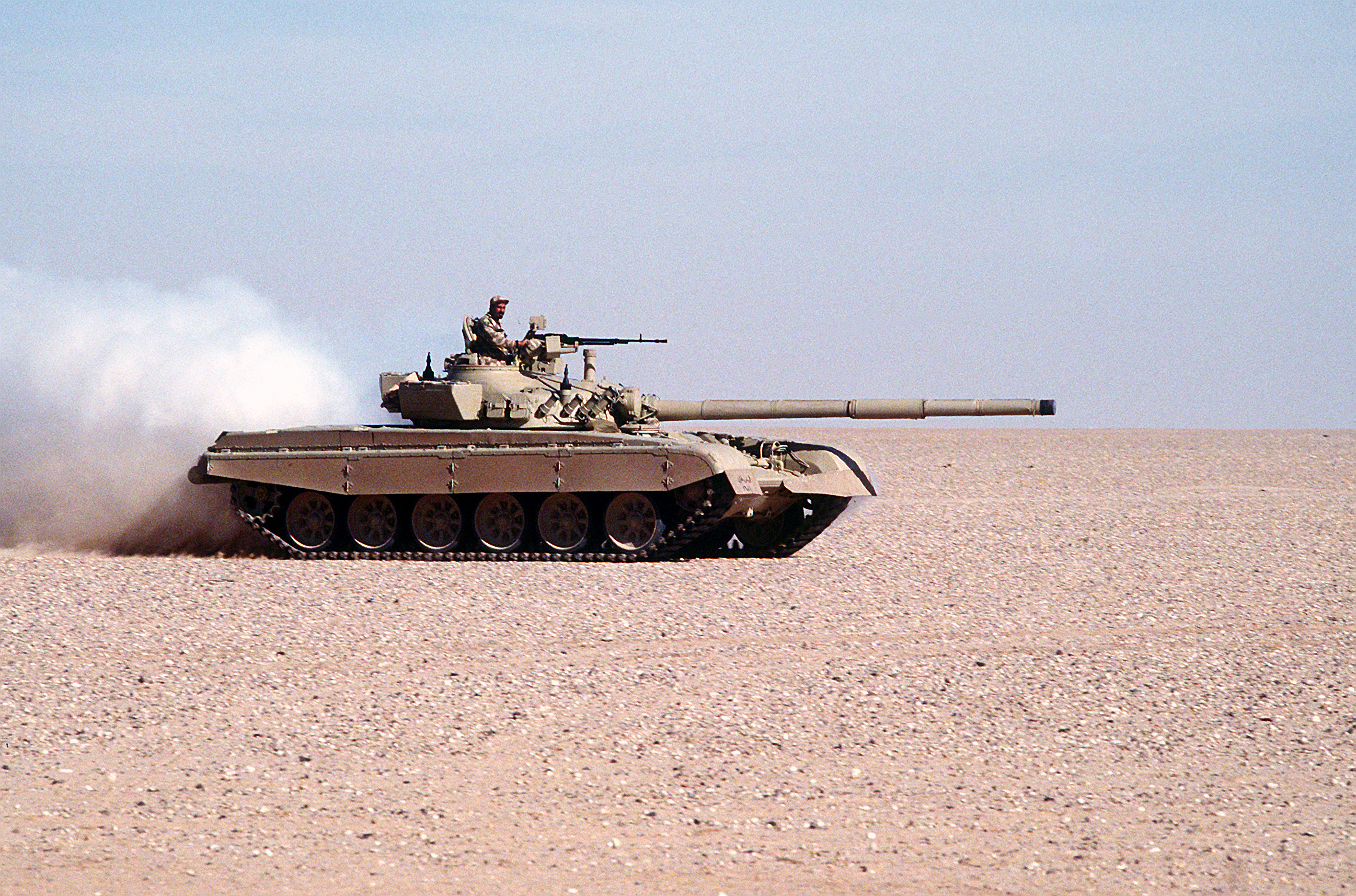
波斯湾战争時一辆科威特陆军的M-84坦克

在海灣戰爭之前，科威特向南斯拉夫訂了170 輛 M-84AB、15 輛 M-84ABI ARVs 及 15 輛 M-84ABK 主戰坦克，並收到了其中四輛M-84A坦克，但很快便在伊拉克陸軍佔領後被虜獲，而南斯拉夫也在戰爭時期停止了相關付運。
科威特第35裝甲旅也裝備了70輛M-84，在其後的反擊中，因M-84和伊拉克T-72M型號外觀上很相似，所以第35裝甲旅沒有直接參與和伊拉克的光復戰鬥，另一方面，M-84也被證實能有效地打擊T-62和T-55，即使有小量不被證實的報告指M-84在交戰中有小量損毀，但都能維修及復原。

### 南斯拉夫战争

#### 斯洛文尼亚
在十日戰爭中，南斯拉夫人民軍嘗試重新控制在斯洛文尼亞內的邊境通道、機場及其他策略性的區域。由於斯洛文尼亞邊防部隊當時並沒有裝甲部隊，南斯拉夫人民軍的M-84經常被用於突破斯洛文尼亞所設立的障礙物。南斯拉夫人民軍損失了其中20輛M-84坦克。當停火協議及斯洛文尼亞的獨立得到承認後，斯洛文尼亞接收了在其境內所有的M-84。

#### 克罗地亚

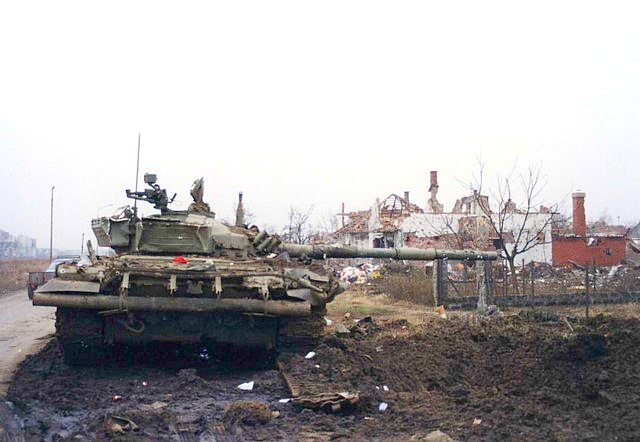
南斯拉夫內戰期間在克羅地亞戰場的M-84

M-84在武科瓦爾戰役中參加了行動，在沒有足夠多的步兵來支持的情況下，南國防軍和塞族武裝部隊在城市地區部署了大量坦克群。坦克和裝甲車暴露在極端環境下作戰，尤其是遭受RPG的火力攻擊。反坦克人員發現，與南國防軍部署的其他車輛相比，M-84極為耐用。在武科瓦爾戰役中一批人員發現到，一輛M-84成功抵擋了五發用不同的發射裝置，且從不同的方向所發射的反坦克武器攻擊，直到第6發成功癱瘓引擎為止(它的主炮被RPG-7的“幸運”攻擊摧毀)，並迫使坦克機組人員逃生。

#### 波士尼亞與赫塞哥維納
在波士尼亞戰爭期間，M-84很少參與軍事行動，三個交戰方的主力皆為T-55坦克。在戰爭初期，駐紮在波赫的南聯盟武裝力量將他們的裝備移交給塞族共和國軍，其中包含了數十輛M-84坦克(有三輛被波赫共和國軍擄獲)，並被塞族共和國軍投入在塞拉耶佛圍城戰役和一些局部衝突之中。在戰爭期間被擊毀的M-84坦克數量未知。

## 图集

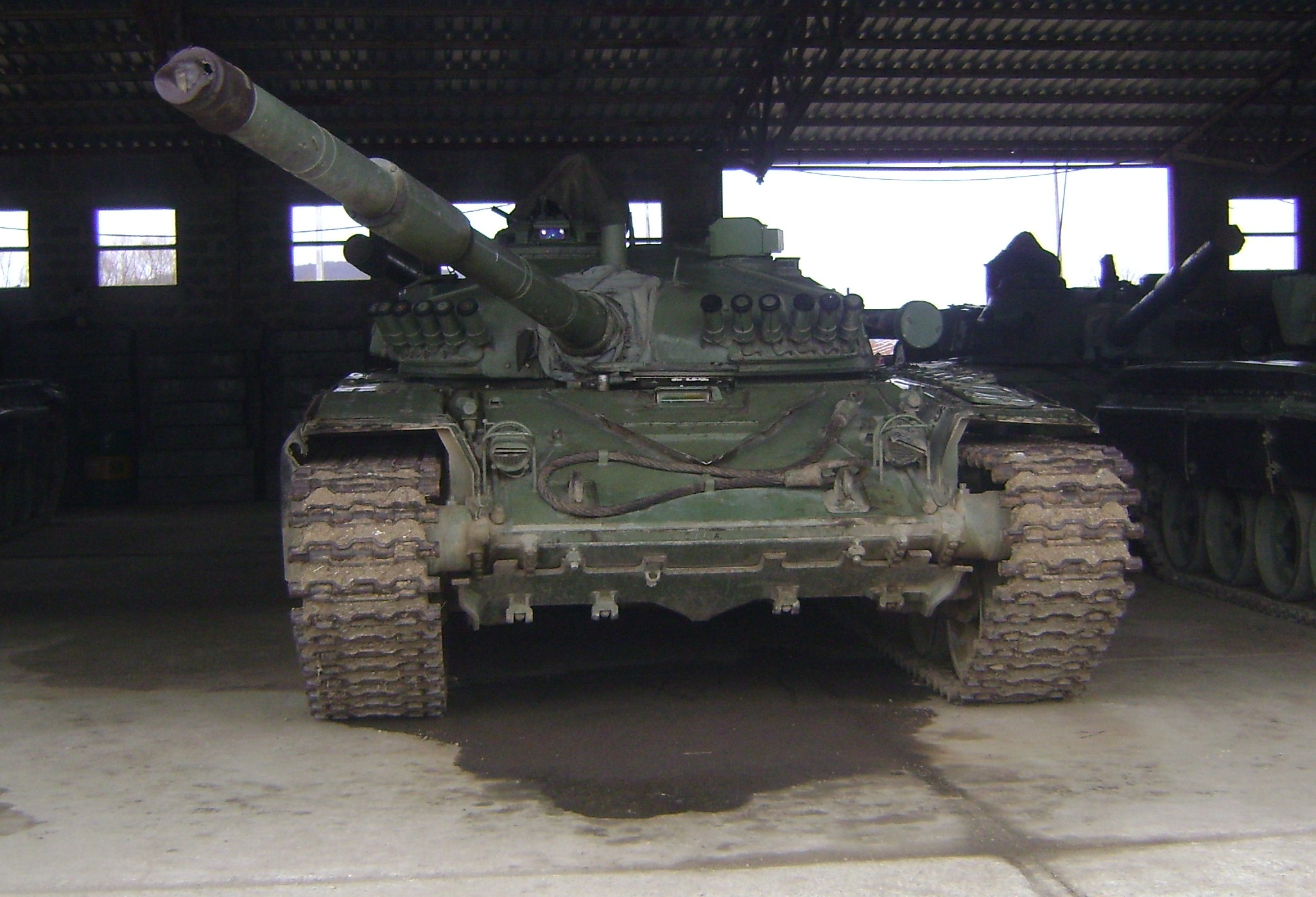
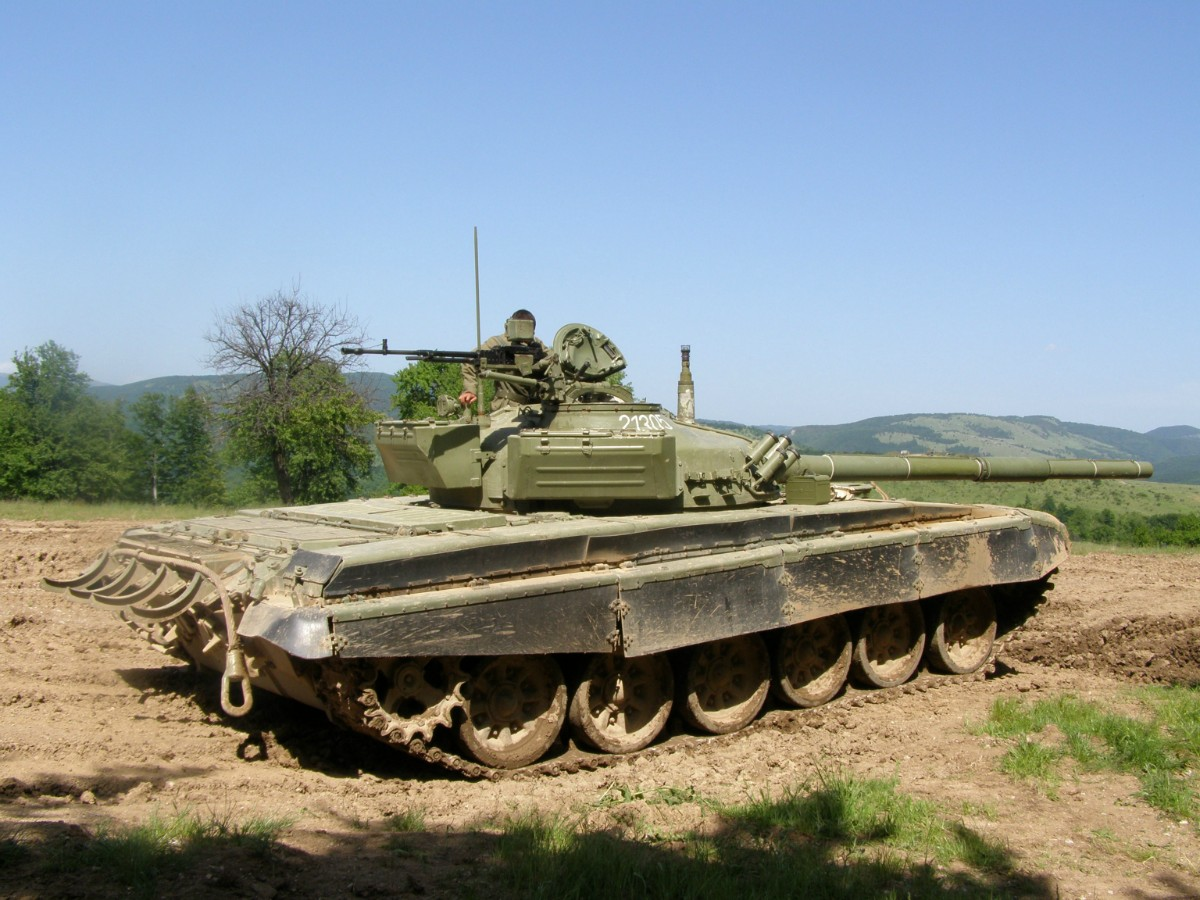
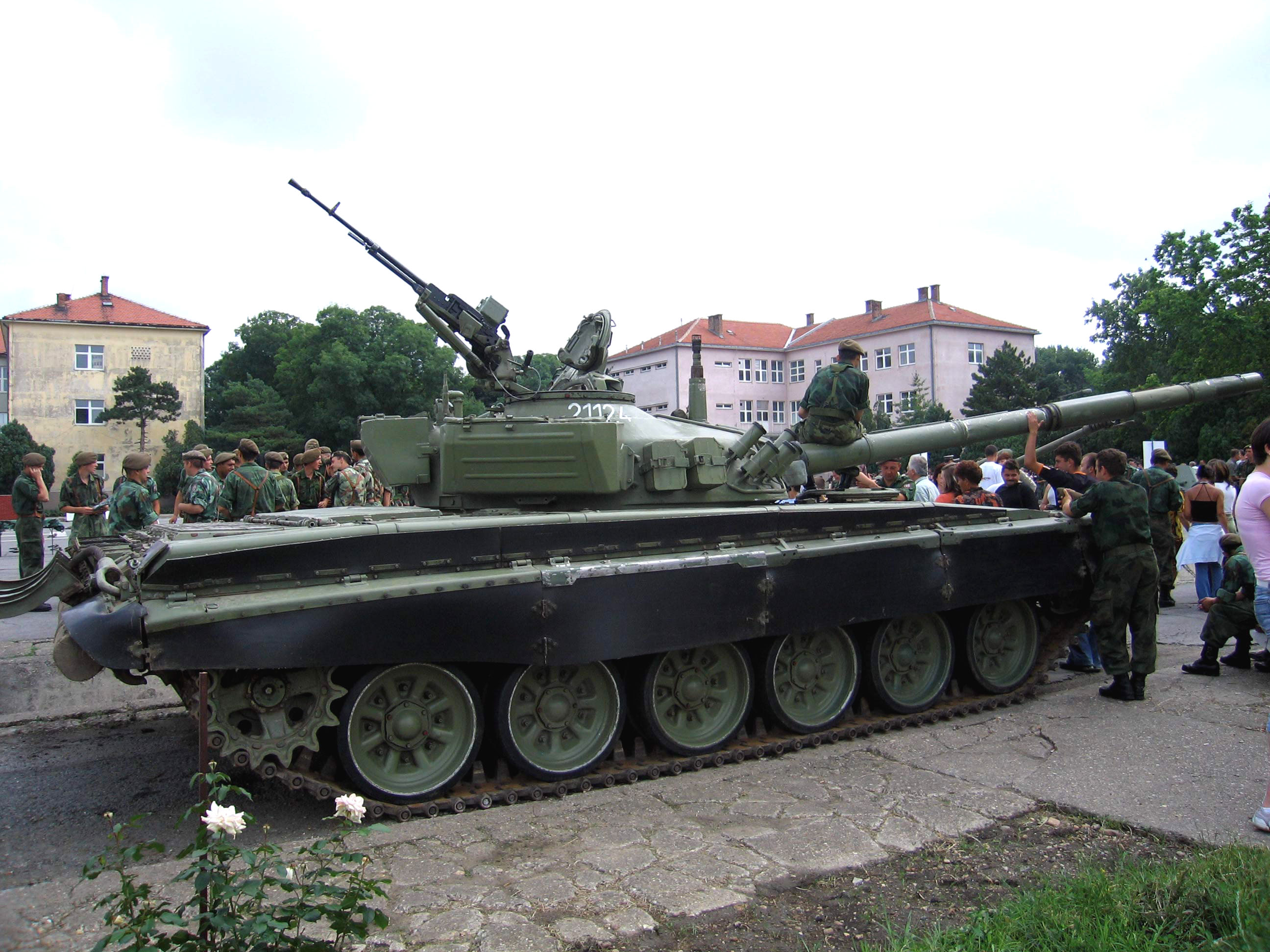
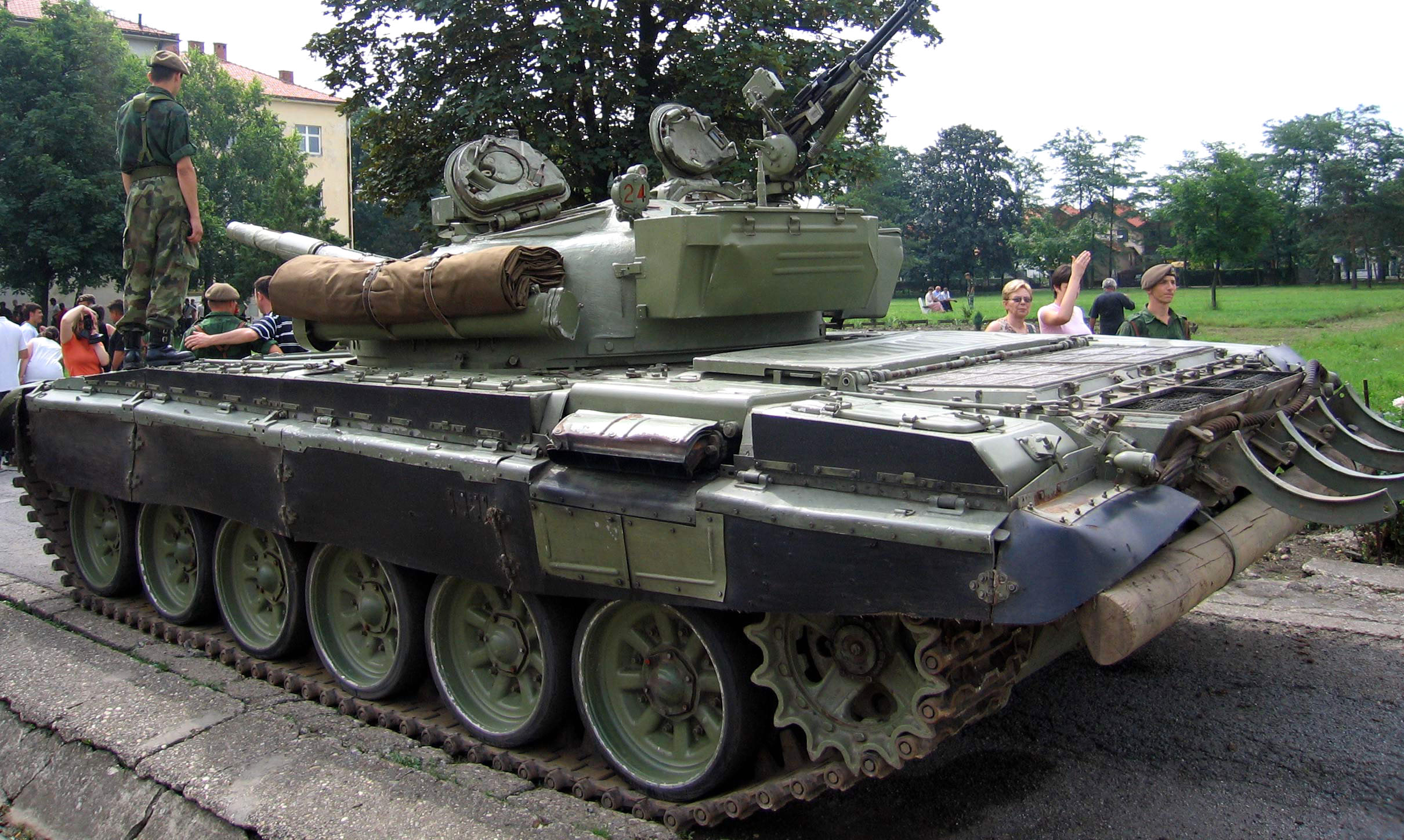
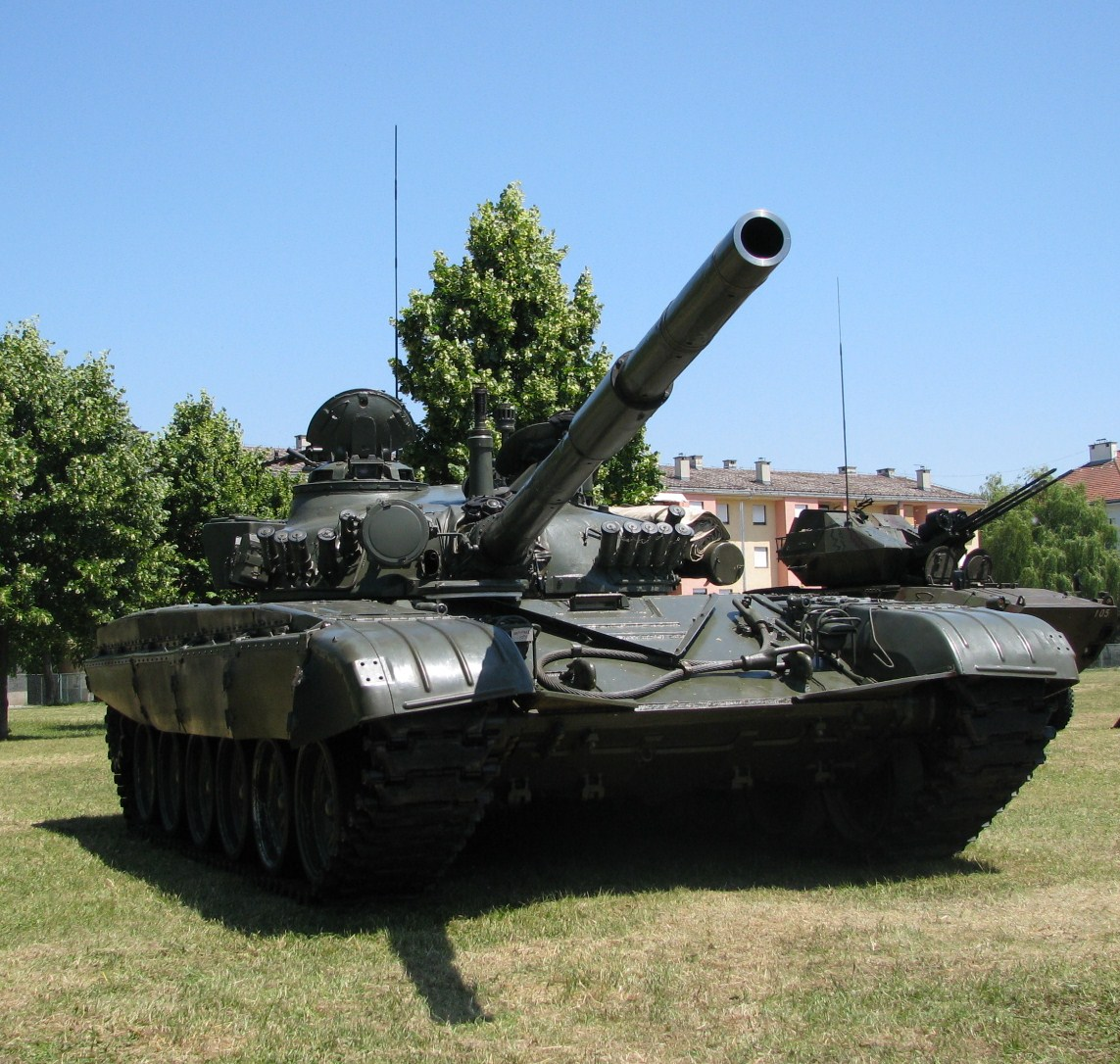
克罗埃西亚陆军的M-84A4
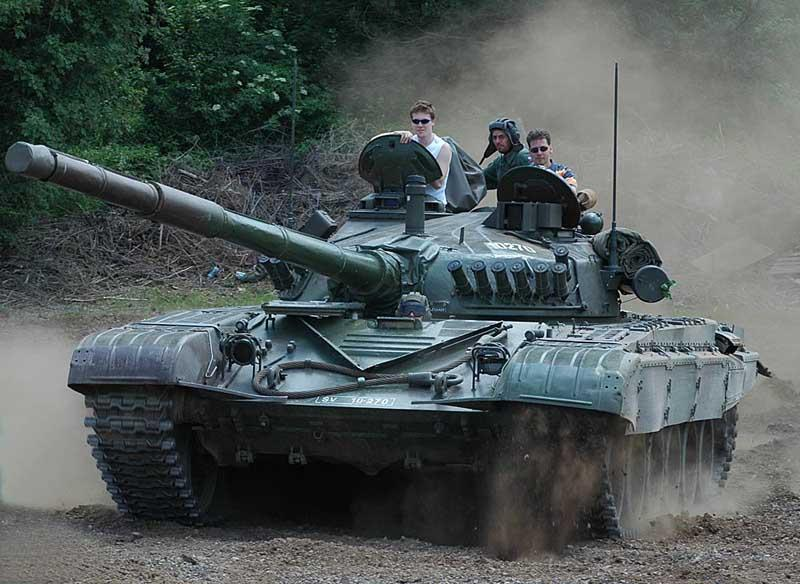
斯洛维尼亚陆军的M-84
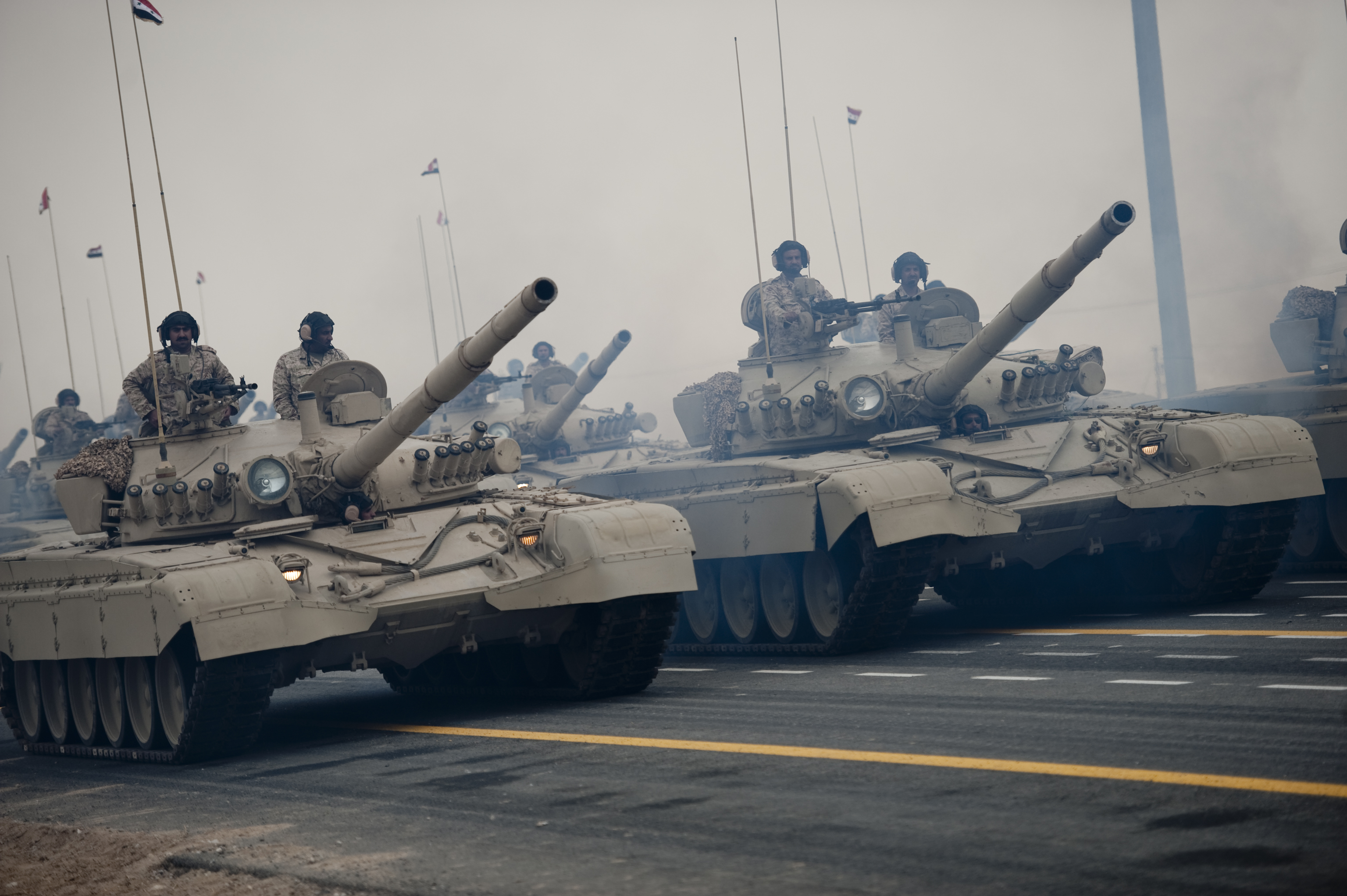
科威特陸軍的M-84AB

## 之後的改良
- M-91

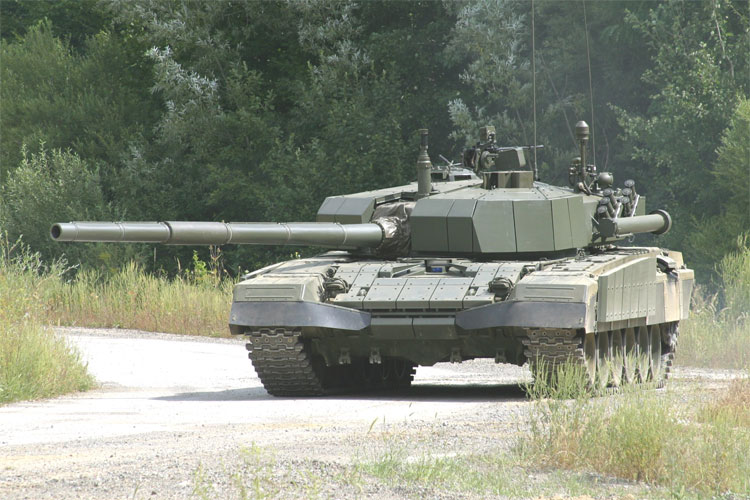
M-84D/M-95

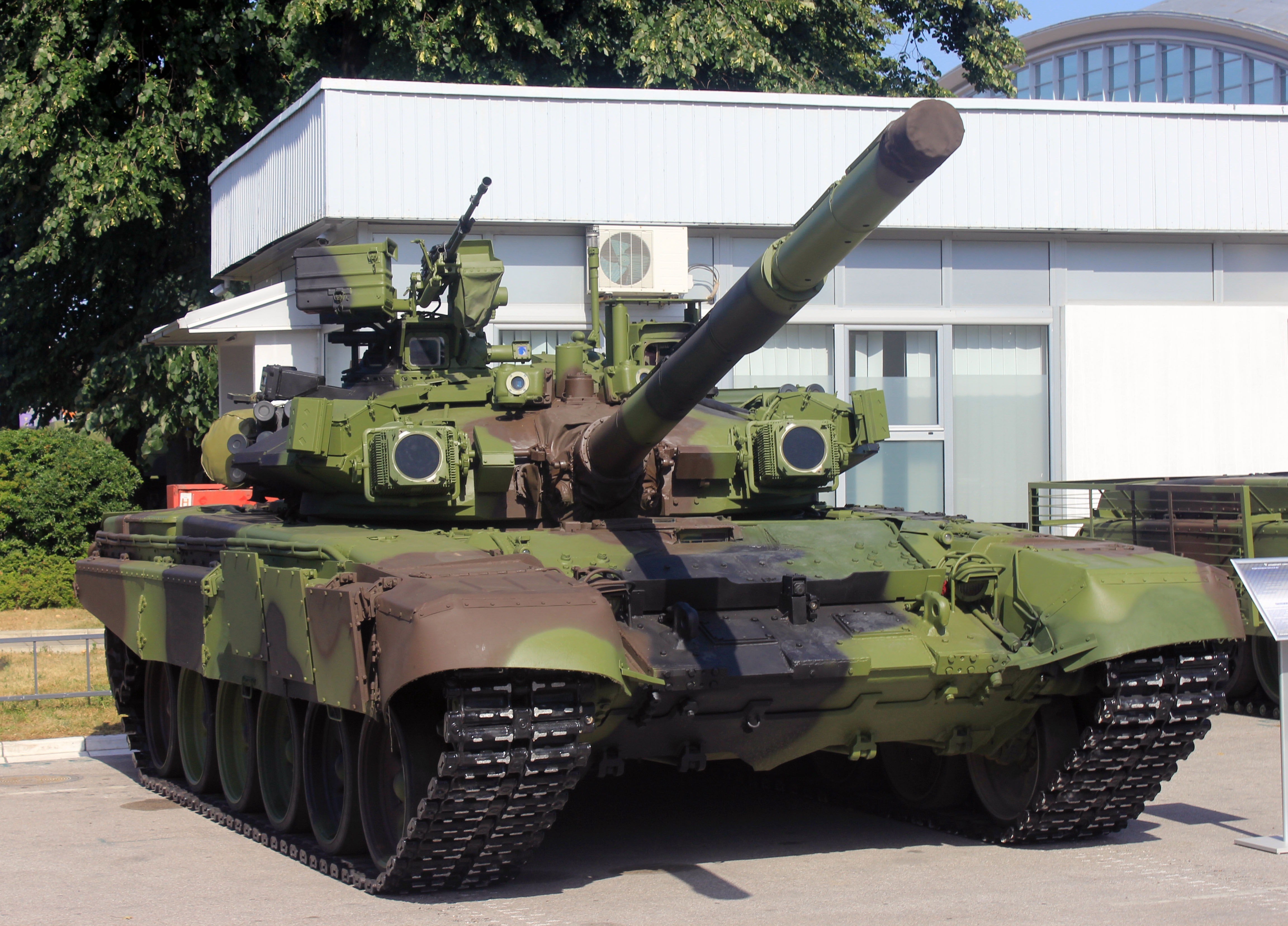
M-84AS/M-2001

南斯拉夫內戰前的改良型，只有兩輛原型車，一輛沿用了M-84的炮塔，另一輛採用了類似中國85式主战坦克炮塔，發動機馬力提昇至1200匹，改良了炮管而延長使用壽命並能發射AT-8炮射反坦克飛彈，自動上彈機也得到改良，減少了340個零件，發射速度提昇至10發/分鐘，總載彈量由42發增加至45發，射控系統是獵-殲式雙指揮儀型火控系統，更新了熱成像系統、激光測距儀系統、電子式彈道計算器等等
- M-84A4

2008年由克羅地亞推出的改良型，發動機採用德國製1100匹馬力柴油發動機，射控系統更換的新設備有：DBR-83型彈道計算器、SCS-84型 晝夜瞄準鏡，以及更裝了車長超越控制功能，通訊系統採用英國雷卡通訊公司的積架V型通訊設備
- M-84D/M-95

這個改良型有兩個名稱，分別叫M-84D和M-95，M-84D是外銷型而M-95是克羅地亞自用型，2007年克羅地亞向科威特提出找科威特的M-84AB改良為M-84D但之後無下文，M-84D/M-95主要採用了1200匹馬力發動機，採用英國製射控系統和可以改用西方120毫米口徑滑膛炮，車頂防空機槍是可以在車內遙控射擊，但最大的改良是加裝以色列製的爆炸反應裝甲
- M-84AS/M-2001

這個改良又有兩個名稱，分別叫M-84AS和M-2001，這是參照俄羅斯T-90而推出的改良型，兩者外觀也很相似

## 使用国

### 现役国
- 塞爾維亞 (232輛) [2]

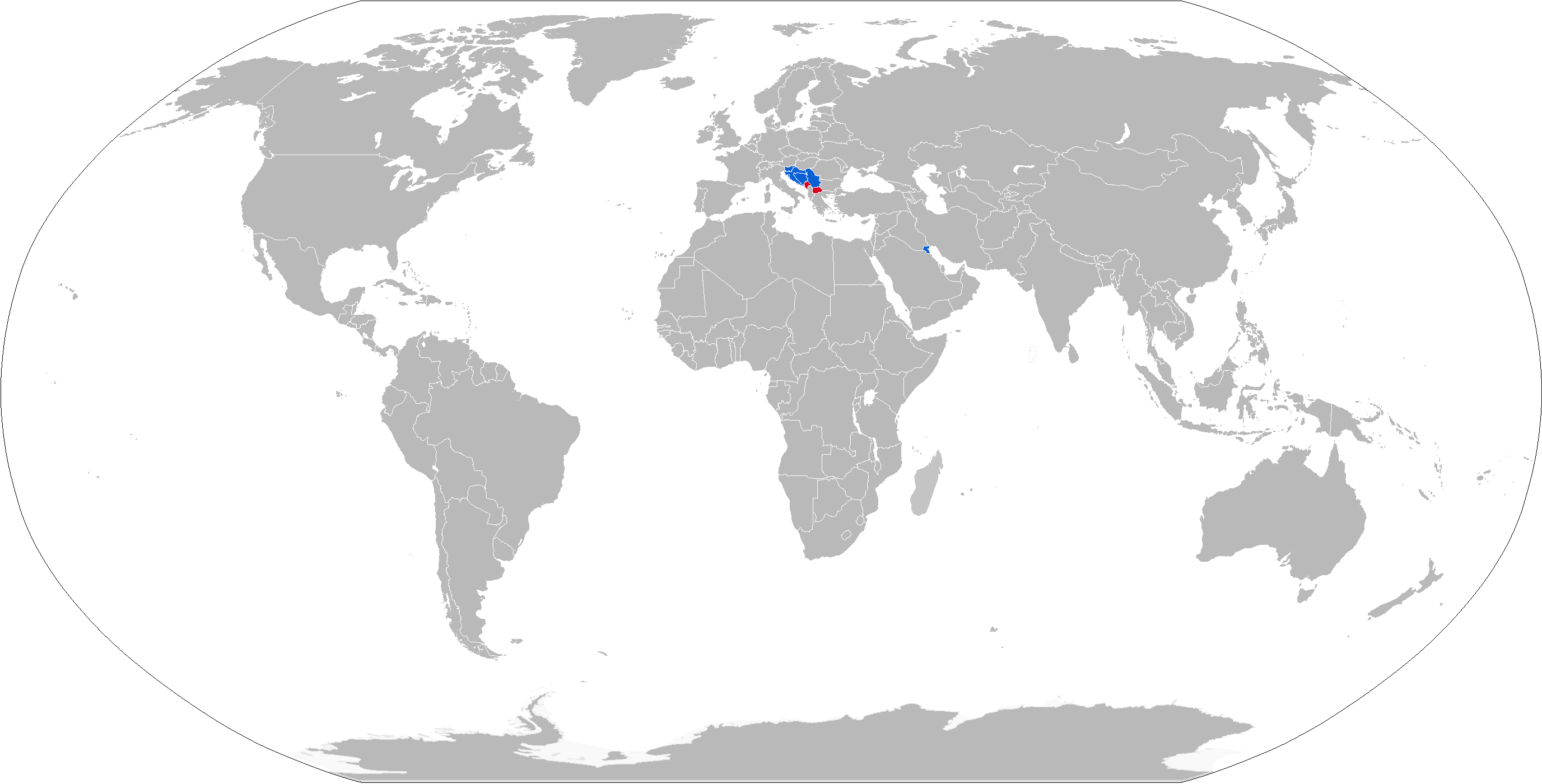
蓝色的为M-84 坦克的使用國;红色的为前使用国

- (40輛，當中有30輛會賣給德國，用於軍援烏克蘭[3])
- 斯洛維尼亞 (54輛)
- (167輛)
- 科威特 (150輛，部份於波斯灣戰爭中遭伊拉克軍擊毀。2024年1月31日，宣布將全數經克罗地亚維修升級後移交乌克兰)
- 乌克兰（46輛[1]，由斯洛維尼亞捐贈給烏克蘭；30輛[3]，由克羅地亞軍援烏克蘭）
- 科索沃（15輛）[4]

### 原使用国
- 南斯拉夫